# Большой Сирт (Марс)
Большой Сирт (лат. Syrtis Major), плато Большой Сирт (Syrtis Major Planum), Большой Сырт — обширная тёмная область на Марсе. Вначале интерпретировалась как море, потом — как равнина; сейчас установлено, что это низкий щитовой вулкан. Его тёмный цвет обусловлен разливами базальтовой лавы и малым количеством пыли.
Большой Сирт простирается примерно от экватора до 20° с. ш., координаты его центра — 9°12′ с. ш. 67°06′ в. д. / 9,2° с. ш. 67,1° в. д., протяжённость — 1500 км с севера на юг и 1000 км с запада на восток. Находится в гористом регионе, известном как Сабейская земля, на востоке граничит с равниной Исиды.
Большая часть склонов этого вулкана имеет уклон намного меньше 1°, что указывает на очень низкую вязкость его лавы. Объём Большого Сирта оценивается в 160—320 тысяч км3. В его центральной части находится впадина размерами 350×150 км, вытянутая с севера на юг. В ней лежат вулканические кратеры Нильская патера и патера Мероэ глубиной до 2 км.
Причиной появления Большого Сирта могли стать разломы коры, образовавшиеся от удара, создавшего бассейн равнины Исиды (приуроченность вулканов к большим ударным бассейнам заметна и в других местах Марса). Возраст застывшей лавы на поверхности Большого Сирта на основе подсчёта накопившихся на ней кратеров оценивают в 3,6 млрд лет (начало гесперийского периода).

## Открытие и наименование
Большой Сирт — самая заметная деталь поверхности Марса, и он стал первым открытым объектом на внеземной планете земной группы: его обнаружил Христиан Гюйгенс в 1659 году.
Большинство ранних наблюдателей считали тёмные регионы Марса морями. Для объекта этой статьи прижилось название «море Песочных Часов» (англ. Hourglass Sea, фр. mer du Sablier) из-за его заострённой формы (впрочем, форма деталей альбедо Марса из-за переноса ветром светлой пыли изменчива). Камиль Фламмарион предпочитал это название ещё и потому, что оно перекликается с использованием этого «моря» для измерений периода вращения Марса, проводимых со времён Гюйгенса (оно служило удобной отметкой на поверхности планеты).
Некоторые наблюдатели предлагали для объекта другие названия. Анджело Секки в 1850-х годах сравнивал его с Атлантическим океаном, отделяющим Старый Свет от Нового, и назвал Атлантическим каналом. Позже он называл эту же область Скорпионом (из-за её формы в то время), а также каналом или морем Кука. В 1867 году Ричард Антони Проктор, увековечивавший на карте Марса его картографов, назвал регион морем Кайзера.
Основы современной номенклатуры деталей альбедо Марса заложил в XIX веке Джованни Скиапарелли. Он переносил на карту планеты наименования из античной мифологии и географии, центральным объектом которой было Средиземное море. Большую тёмную область, расположенную напротив Эллады, Скиапарелли назвал латинским именем большого средиземноморского залива Сидра у берегов Ливии — Syrtis Major (Большой Сирт). Это название взято из древнегреческого языка (Σύρτις μεγάλη). Хотя в некоторых публикациях название марсианского региона передано как Большой Сырт, латинское слово syrtis, означающее «отмель», не следует путать с тюркским словом «сырт», означающему возвышенность или высокогорную равнину.
В 1958 году название Syrtis Major (Большой Сирт) для детали альбедо было утверждено Международным астрономическим союзом. Позже космические аппараты передали снимки Марса, на которых видно его рельеф, и в номенклатуре деталей рельефа регион получил название Syrtis Major Planitia (равнина Большой Сирт). Оно было утверждено в 1973 году, а в 1982 году изменено на Syrtis Major Planum (плато Большой Сирт).

## Упоминания в литературе
В варианте написания Большой Сырт нередко встречается не только в русской и советской энциклопедической и научно-академической, но и в художественной литературе:
- В повестях братьев Стругацких «Стажёры», «Полдень, XXII век» и некоторых других произведениях Большой Сырт упоминается как место, где располагается большая исследовательская база, названная «Система Тёплый Сырт».
- Также упоминается в рассказе Станислава Лема «Ананке».
- В повести Сергея Лукьяненко «Калеки», «Большой Сырт» упоминается как регион, славящийся тем, что там производят особую разновидностью солёного самогона: …знаменитый марсианский самогон — вода из древних морей, генетически модифицированный ячмень, приправлено мёдом песчаных термитов… Алекс достал бутыль белёсой опалесцирующей жидкости…
 — Надо же… с Большого Сырта! — восхитился Трейси. — Только раз пробовал. Он солёный в отличие от массовых сортов. Там солёные источники, и воду специально не дистиллируют…